# Homoporus desertarum
Homoporus desertarum är en stekelart som beskrevs av Graham 1986. Homoporus desertarum ingår i släktet Homoporus och familjen puppglanssteklar.
Artens utbredningsområde är Madeira. Inga underarter finns listade i Catalogue of Life.